# Sylter Geschichten
Sylter Geschichten ("Storie di Sylt") è una serie televisiva tedesca prodotta dal 1993 al 1995 da ARG Television. Protagonista della serie è l'attore Claus Wilcke; altri interpreti principali sono Anja Schüte, Ralph Schicha, Hans Teuscher, Birgit Anders, Ralf Wolter, Evelyn Gressmann, Gabriele Metzger.
La serie, trasmessa in prima visione dall'emittente RTL Television, si compone di 2 stagioni, per un totale di 23 episodi, della durata di 45 minuti ciascuno più due speciali della durata di 90 minuti. Il primo episodio, intitolato Feine Gäste, fu trasmesso in prima visione il 28 maggio 1993; l'ultimo episodio, intitolato Schlüsselroman e al quale seguirono poi due speciali natalizi in formato di film TV, fu trasmesso in prima visione il 24 maggio 1996.

## Trama
Rolf Seiche gestisce un locale a Kampen, nell'isola tedesca di Sylt, frequentato da persone famose. Seiche è fidanzato con Bea Jäger.